# Oberea komiyai
Oberea komiyai là một loài bọ cánh cứng trong họ Cerambycidae.